# Municipio de Starr (Dakota del Sur)
El municipio de Starr (en inglés, Starr Township) es un municipio del condado de Hutchinson, Dakota del Sur, Estados Unidos. Tiene una población estimada, a mediados de 2021, de 130 habitantes.
Abarca un área exclusivamente rural.

## Geografía
Está ubicado en las coordenadas 43°27′47″N 98°3′19″O / 43.46306, -98.05528. Según la Oficina del Censo de los Estados Unidos, tiene una superficie total de 73.87 km², correspondientes en su totalidad a tierra firme.

## Demografía
Según el censo de 2020, en ese momento había 128 personas residiendo en la zona. La densidad de población era de 1.73 hab./km². El 96.09 % de los habitantes eran blancos, el 0.78 % era amerindio, el 0.78 % era de otra raza y el 2.34% eran de una mezcla de razas. No había hispanos o latinos viviendo en la región.